# Santiago Pérez (calciatore)
Santiago Martín Pérez Casal, noto semplicemente come Santiago Pérez (Montevideo, 8 novembre 1998), è un calciatore uruguaiano, difensore del Villa Teresa.

## Caratteristiche tecniche
È un terzino sinistro.

## Carriera
Cresciuto nel settore giovanile del River Plate (M), nel 2018 è stato ceduto in prestito all'Albion con cui ha debuttato fra i professionisti disputando l'incontro di Segunda División Profesional perso 3-1 contro il Villa Teresa dell'8 settembre.